# Calliophis maculiceps
Calliophis maculiceps är en ormart som beskrevs av Günther 1858. Calliophis maculiceps ingår i släktet Calliophis och familjen giftsnokar. IUCN kategoriserar arten globalt som livskraftig.
Arten förekommer på det sydostasiatiska fastlandet och på norra Malackahalvön. Den lever i låglandet och i låga bergstrakter upp till 1000 meter över havet. Habitatet utgörs av skogar och av odlingsmark intill skogar. Calliophis maculiceps jagar ödlor och mindre ormar.

## Underarter
Arten delas in i följande underarter:
- C. m. atrofrontalis
- C. m. hughi
- C. m. maculiceps
- C. m. michaelis
- C. m. smithi